# 吴之茂
吴之茂（?—?），清代锦州人。

## 生平
早年任四川总兵。三藩之乱时，降吴三桂，率部北攻秦州，率軍北援甘肃王辅臣，之茂屯兵西和凤凰山，攻陷兰州。後與王屏藩等率兵攻秦州，張勇、王進寶擊吳之茂於秦州，兵败，之茂军自秦州逃遁。最後还守汉中。昆明城破，被俘送北京，斬首。